# Vacusus
Vacusus is een geslacht van kevers van de familie snoerhalskevers (Anthicidae).

## Soorten
- V. arcanus Casey, 1895
- V. confinis (LeConte, 1851)
- V. desertorum Casey, 1895
- V. formicetorum (Wasmann, 1894)
- V. martinsi Werner, 1966
- V. monitor Casey, 1895
- V. nigritulus (LeConte, 1851)
- V. prominens Casey, 1895
- V. supplex Casey, 1895
- V. suspeclus Casey, 1895
- V. vicinus (LaFerté-Senéctère, 1848)